# قشلاق حاج‌ابیش حاج رجب
قشلاق حاج ابیش حاج رجب یک روستا در ایران است که در استان اردبیل واقع شده‌است.